# Conflicto dramático
En la narrativa, el conflicto es el desafío que los personajes deben resolver para lograr sus metas, es decir, la contraposición de dos o más fuerzas en un lugar y momento específicos, que se constituye como catalizador del argumento de una obra de teatro. El conflicto dramático expresa las contradicciones de la vida, en las que todos nos identificamos, por ello se produce la catársis.  
Los conflictos representan momentos de cambio. Según el dramaturgo Bertolt Brecht: «La crisis se produce cuando lo viejo no acaba de morir y cuando lo nuevo no acaba de nacer». En el drama (y en la vida real), el conflicto es un punto de inflexión, transiciones entre una situación que estaba vigente (en el planteamiento) y que ahora ya no tiene validez, por lo que los personajes se ven obligados a tomar decisiones y actuar. En esta tarea, se encontrarán con fuerzas externas, algunas de apoyo y otras como obstáculo. Una forma de analizar estas fuerzas es empleando el «sistema actancial» de Greimas, aplicable a cualquier obra con conflicto, es decir, cualquier obra.

## Historia
Al igual que con otros términos literarios, estos han surgido gradualmente como descripciones de estructuras narrativas comunes. El conflicto se describió por primera vez en la literatura griega antigua como el agón o pugna central de la tragedia. Según Aristóteles, para mantener el interés, el héroe debe tener un solo conflicto. El agon, o acto de conflicto, involucra al protagonista (el «primer luchador») y al antagonista (un término más reciente), correspondientes al héroe y al villano respectivamente. El resultado de esta pugna no se conoce de antemano, y según críticos posteriores como Plutarco, la lucha del héroe debería ser ennoblecedora.
Los críticos literarios han observado que el agón es la unidad central de la trama incluso en la literatura moderna no-dramática. Cuanto más fácil sea para el protagonista triunfar, menor será el valor del drama. Tanto en el conflicto interno como en el externo, el antagonista actúa en oposición al protagonista y al principio de la narración puede parecer que le supera. Por ejemplo, en «El Oso» de William Faulkner, la naturaleza podría ser considerada como antagonista. Aunque es una abstracción, las criaturas naturales y el paisaje se oponen y resisten al protagonista. En la misma historia, las dudas del joven sobre sí mismo crean un conflicto interno, y parecen abrumarlo.
Del mismo modo, cuando entran personajes divinos (por ejemplo, Superman), se deben crear grandes villanos correspondientes, o debe poseer debilidades naturales (en este caso, la kryptonita), para permitir que la narración tenga drama. Alternativamente, podrían idearse escenarios en los que los poderes divinos del personaje estén limitados por algún tipo de código, o su respectivo antagonista.

## Clasificación
Los tipos básicos de conflicto en la ficción se han clasificado comúnmente en tres: «hombre contra hombre», «hombre contra la naturaleza» y «hombre contra sí mismo». Aunque se citan con frecuencia, estos tres tipos de conflicto no están aceptados universalmente. Ayn Rand, por ejemplo, argumentó que «el hombre contra la naturaleza» no es un conflicto porque la naturaleza no tiene libre albedrío y, por lo tanto, no puede tomar decisiones. A veces se describe un cuarto conflicto básico, «hombre contra sociedad». Otros tipos de conflictos a veces mencionados incluyen «hombre contra máquina» (como en The Terminator o Un mundo feliz), «hombre contra el destino» (Matadero Cinco), «hombre contra lo sobrenatural» (El resplandor) y «hombre contra Dios» (Cántico por Leibowitz).

### Hombre vs. hombre
El conflicto «hombre contra hombre» implica historias en las que los personajes se enfrentan entre sí. Este es un conflicto externo. El conflicto puede ser una oposición directa, como en un tiroteo o un robo, o puede ser un conflicto más sutil entre los deseos de dos o más personajes, como en un romance o una epopeya familiar. Este tipo de conflicto es muy común en la literatura tradicional, los cuentos de hadas y los mitos. Un ejemplo del conflicto «hombre contra hombre» son las luchas de relación entre el protagonista y el padrastro antagonista en Vida de este chico. Otros ejemplos incluyen las luchas de Dorothy con la Bruja mala del Oeste en El maravilloso mago de Oz y la confrontación de Tom Sawyer con Injun Joe en Las aventuras de Tom Sawyer.

### Hombre vs. la naturaleza
El conflicto «Hombre contra la naturaleza» es una lucha externa que coloca al personaje contra un animal o una fuerza de la naturaleza, como una tormenta, un tornado o la nieve. El conflicto «hombre contra la naturaleza» es fundamental en El viejo y el mar de E. Hemingway, donde el protagonista sostiene contra un marlín .  También es común en las historias de aventuras, incluida la novela Robinson Crusoe. La serie de TV Man vs. Wild no solo toma su nombre de este conflicto, sino que también es un gran ejemplo, presentando a Bear Grylls y sus intentos de mantener de controlar la naturaleza.

### Hombre vs. sí mismo
Con el conflicto «hombre contra sí mismo», la lucha es interna. Un personaje debe superar su propia naturaleza o elegir entre dos o más caminos: el bien vs. el mal, lógica vs. emoción. La novela de 1978 Réquiem por un sueño, de Hubert Selby Jr., ofrece un ejemplo serio de «hombre contra sí mismo», que se centra en historias de adicción.  En la novela El club de la lucha de Chuck Palahniuk, publicada en 1994, así como en su adaptación cinematográfica de 1999, el protagonista no identificado lucha contra sí mismo en lo que se revela como un caso de trastorno de identidad disociativo. El diario de Bridget Jones también se centra en el conflicto interno, ya que el personaje principal se ocupa de sus propias neurosis y dudas.

### Hombre vs. la sociedad
A veces se describe un cuarto conflicto básico, «hombre contra la sociedad».  Cuando el hombre se opone a una institución creada por el hombre (como la esclavitud o la intimidación), el conflicto «hombre contra hombre» puede convertirse en «hombre contra la sociedad». En tales historias, los personajes se ven obligados a tomar decisiones morales o frustrados por las reglas sociales para cumplir sus propios objetivos. El cuento de la criada, El hombre en el castillo o Fahrenheit 451 son ejemplos de conflictos del «hombre contra la sociedad».  También lo es Charlotte's Web, en la que el cerdo Wilbur lucha por su supervivencia contra una sociedad que cría cerdos para comer.

## Estructura aristotélica del conflicto
La estructura aristotélica es la evolución en tres actos que naturalmente posee un conflicto dramático, que son el inicio (presentación del conflicto), el nudo (desarrollo del conflicto) y el desenlace (la solución del conflicto).

### Presentación
El conflicto es el origen para una obra dramática. Si no hay conflicto no hay drama. El conflicto hace referencia a las fuerzas contrapuestas (fuerzas en pugna) que provocan el desarrollo argumental del drama. Surgen así al menos dos posturas contrarias, que habrá que descubrir, las que pueden manifestarse explícitamente o hallarse implícitas en otras situaciones (anteriores o posteriores) de la obra.
La presentación del conflicto cambia de acuerdo a la obra. Podemos diferenciar en términos generales, cuatro etapas:
- Exposición o situación del protagonista.
- Propósito del protagonista.
- Presentación del obstáculo o materia del conflicto.
- Choque de las fuerzas en pugna (generalmente solo dos).

### Desarrollo
La realidad del conflicto avanza hasta llegar a un duelo decisivo de los personajes y sus objeciones. Es lo que sería el nudo, y coincide con el momento de mayor tensión (clímax), y donde la trama se complica. Esto es básico para la dimensión artística a la obra de teatro. Los distintos esfuerzos por superar a la fuerza opuesta dan lugar al pensamiento dramático.

### Desenlace
Es el momento en que se resuelve el problema planteado en el desarrollo de la obra. Es la eliminación del obstáculo (resolución del conflicto) o la desaparición del protagonista.
Al tratar el conflicto, éste puede observarse desde diversos puntos de vista: (A) del hombre con el destino (Edipo Rey de Sófocles); (B) del instinto con el ambiente (Hamlet de William Shakespeare); (C) del entendimiento con el ambiente (Madre Coraje de Bertolt Brecht); (D) del libre albedrío con el ambiente (Casa de Muñecas de Enrique Ibsen).
Por eso, la fuerza opuesta puede ser un elemento externo o interno del propio personaje, fuerza que dificulta el propósito de la fuerza protagónica.